# Trứng công
Trứng công là một món ăn xuất xứ từ Trung Quốc, được Từ Hi thái hậu chiêu đãi các sứ thần phương Tây trong bữa tiệc Xuân năm Giáp Tuất (1874). Đây là món ăn được cho là xa hoa, tốn kém.

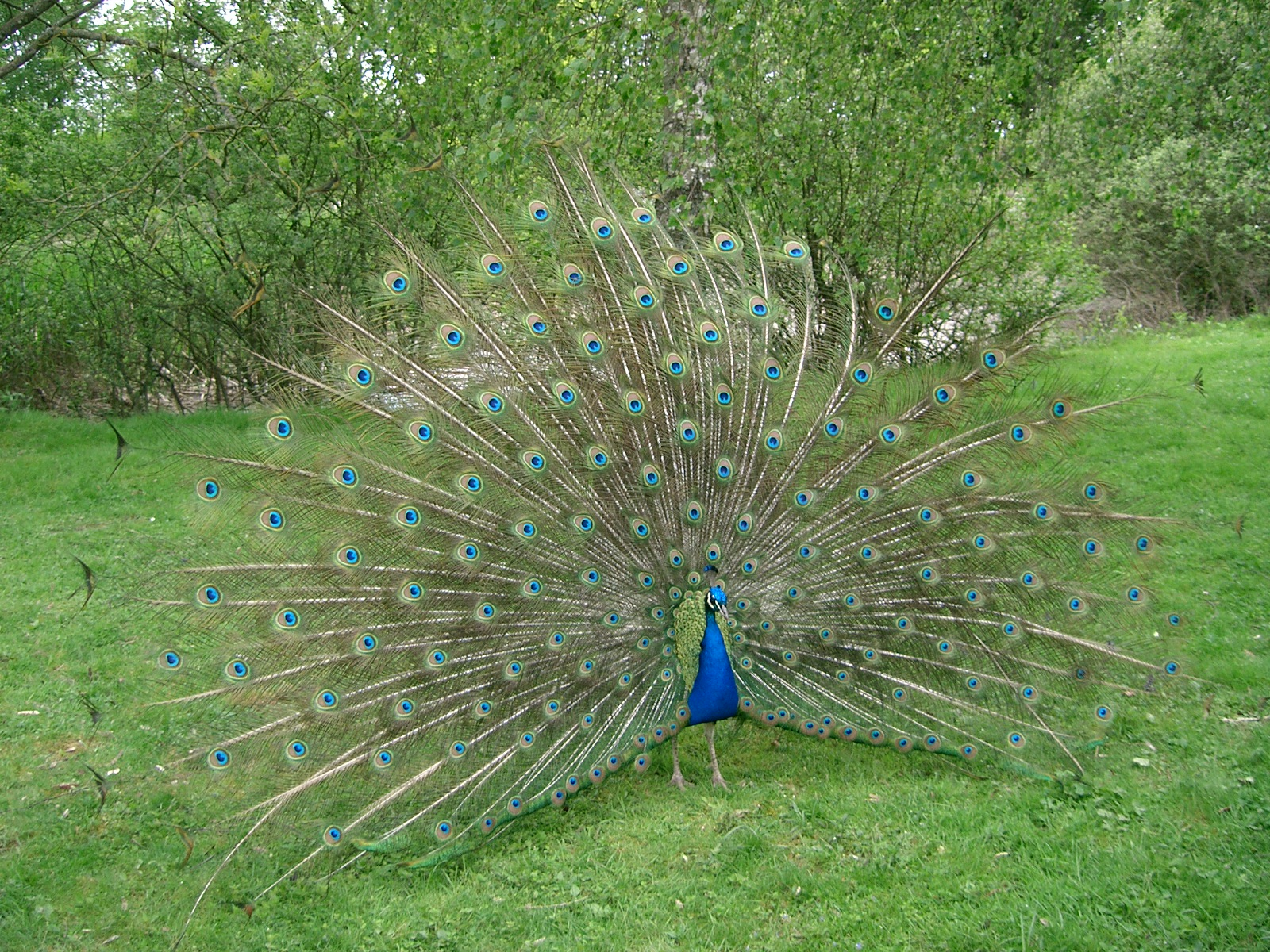

## Lịch sử
Trong suốt chiều dài lịch sử nhân loại cho đến ngày nay, chưa có yến tiệc nào linh đình, trọng thể, vĩ đại… bằng tiệc Xuân năm Giáp Tuất (1874) do Từ Hi thái hậu, đời nhà Thanh, tổ chức để khoản đãi phái đoàn Sứ Thần, tướng lãnh các quốc gia Tây phương. Tiệc được chuẩn bị 11 tháng 6 ngày trước, sử dụng 1750 người phục vụ, tốn kém 98 triệu hoa viên thời đó tương đương 374 ngàn lượng vàng ròng, gồm 400 thực khách và đại tiệc kéo dài suốt 7 ngày đêm bắt đầu từ giao thừa (12 giờ đêm) Tết nguyên đán Giáp Tuất.
Thực Đơn: Gồm tất cả 140 món. Theo chiếu chỉ của Từ Hi Thái Hậu, mỗi tỉnh tuyển lựa mười đầu bếp tài giỏi. Các đầu bếp này họp nhau ở thủ đô từ ngày rằm tháng 2 năm Kỷ Hợi (1873) nghĩa là 11 tháng 6 ngày trước đại tiệc để cùng nhau soạn thảo các món ăn ngon, lạ.
Sau gần hai tháng thảo luận, một thực đơn gồm 140 món được hình thành, trong số này có bảy món thật bổ dưỡng, thật đặc biệt, thật lạ lùng, mỗi ngày chỉ thiết đãi một món, thực khách ăn vào chẳng những không thấy đầy bụng mà sự mệt mỏi, bực bội như tan biến đi, tinh thần sảng khoái gấp bội.
Và Trứng công là một trong bảy món ăn đó.

## Tìm trứng
Thế gian có câu "nem công, chả phụng" để chỉ hai món ăn thuộc hàng trân vị. Nem công dù hiếm quý những vẫn còn tương đối dễ kiếm, dễ làm so với trứng công, bởi thứ nhất loài công làm tổ ở những nơi xa xôi hẻo lánh, trên cành cao hay vách đá cheo leo, khó tìm ra được. Thứ hai là dù có tìm ra được chỗ công đang ấp trứng thì cũng không dễ gì đến gần ổ vì công rất hung dữ, chống cự kịch liệt và cuối cùng nếu thấy không bảo vệ được ổ trứng thì chúng đập bể nát hết chứ không để lọt vào tay ai.
Từ Hi Thái Hậu sai người đi lấy trứng công nhưng chẳng ai làm được, bà rất phiền muộn. May thay có một vị tướng quân trẻ tuổi xin vào ra mắt và tâu rằng ông có người anh bà con ở Tứ Xuyên nuôi được bầy khỉ 100 con, thông minh lanh lợi, huấn luyện thuần thục, nghe được tiếng người, chuyên đi hái trà cùng với các dược thảo hiếm hoi, quý giá ở những vùng rừng núi xa xôi và hiểm trở. Ông tin rằng nếu tập luyện cho lũ khỉ chúng có thể lấy được trứng công.
Thái Hậu nghe xong trong lòng hoan hỉ, truyền đem 1000 lạng vàng ròng cùng với 100 tấm gấm vóc Bạch cầu thượng hạng ban tặng cho viên tướng nọ làm lộ phí đi Tứ Xuyên lo việc kiếm trứng công, nếu xong việc sẽ thưởng thêm mỗi trứng 10 lạng vàng nữa.
Viên tướng nọ lãnh mệnh ra đi, cùng người anh bà con huấn luyện đoàn khỉ. Họ thành công, lấy được 500 trứng công, nhưng thiệt hại khá lớn, bầy khỉ bị công mổ chết hết một phần ba.
Đây là món ăn được cho là xa hoa, tốn kém.